# Michinmahuida
Der Michinmahuida ist ein stark vergletscherter Schichtvulkan in der Región de los Lagos in Chile. Der Vulkan liegt auf der Liquiñe-Ofqui-Störungszone. 2008 wurde der Gletscher von der Asche des rund 15 km südwestlich liegenden ausgebrochenen Vulkans Chaitén bedeckt. Eine nach Süden fließende Gletscherzunge erreicht eine Meereshöhe von knapp 600 Meter (Stand: 2014). Der Vulkan befindet sich im südlichen Teil des Pumalín-Parks, ein Nationalpark und ehemaliges Naturschutzprojekt des US-amerikanischen Millionärs Douglas Tompkins. Die nächste größere Siedlung ist Chaitén. 